# 李军 (1929年)
李军（1929年—2014年4月13日），辽宁岫岩人，中华人民共和国政治人物。
担任中共辽宁省委农村工作部处长等职。1977年10月起，历任丹东市农办主任、辽宁省委农村工作部副部长、农委主任兼农研中心主任等职。1988年，当选辽宁省人大常委会副主任。2014年去世。